# O nas dla was
O nas dla was – wspólny album dwóch raperów, Chady i Piha. Ukazał się 26 maja, 2003 roku nakładem wytwórni Promil. Gościnnie pojawili się: Fenomen, Edyta, 1z2, Endefis, Fu. Nagrania były realizowane w studiu Camey. Reedycja albumu ukazała się 15 maja 2011 roku nakładem wytwórni Klasyk. Na albumie znajduje się nowy utwór zatytułowany "Nic ponad nasze siły" nagrany wspólnie przez Chadę i Piha. Został on nagrany w studiu Kurnik i Szabrownix.

## Lista utworów
Opracowano na podstawie źródła.
1. "Intro" (produkcja: Szyha, scratche: DJ Kostek)
2. "Zobacz na podwórko" (produkcja: Bartosz)
3. "Sam sobie winny" (produkcja: Szyha)
4. "Z krwi i kości" (produkcja: Szyha, gościnnie: Fenomen)
5. "Rodzisz się i umierasz sam" (produkcja: Jajonasz, gościnnie: Siloe)
6. "To moje życie" (produkcja: Szyha, scratche: DJ Kostek)
7. "Pih (Skit)" (produkcja: Bartosz)
8. "Nasza muzyka" (produkcja: Szyha)
9. "Nie płacz" (produkcja: Bartosz)
10. "O nas, dla Was" (produkcja: Szyha, scratche: DJ Kostek)
11. "To nie jest ważne" (produkcja: Bartosz, scratche: DJ Kostek)
12. "Ktoś wierzy w Boga, ktoś wierzy w diabła" (produkcja: Bartosz, scratche: DJ Kostek)
13. "Nikt nie jest doskonały" (produkcja: Szyha, scratche: DJ Kostek, gościnnie: 1z2)
14. "Chada (Skit)" (produkcja: Bartosz)
15. "Mów prawdę" (produkcja: Szyha, scratche: DJ Kostek)
16. "Tu się urodziłeś" (produkcja: Szyha, scratche: DJ Kostek, gościnnie: Endefis)
17. "Odbierz, to do Ciebie" (produkcja: Szyha)
18. "Nigdy nie mów nigdy" (produkcja: Bartosz, scratche: DJ Kostek)
19. "Ja tak jak Ty - Outro" (produkcja: Szyha, gościnnie: Fu)
20. "Nic ponad nasze siły" (produkcja: Kaszpir Majki Ksp[3]) (utwór dodatkowy, reedycja 2011)